# Klenovec
Klenovec – wieś (obec) na Słowacji położona w kraju bańskobystrzyckim, w powiecie Rymawska Sobota. Pierwsze wzmianki o miejscowości pochodzą z roku 1438. 
Według danych z dnia 31 grudnia 2012, wieś zamieszkiwało 3278 osób, w tym 1670 kobiet i 1608 mężczyzn.
W 2001 roku rozkład populacji względem narodowości i przynależności etnicznej wyglądał następująco:
- Słowacy – 93,14%
- Czesi – 0,09%
- Niemcy – 0,06%
- Romowie – 5,92%
- Rusini – 0,03%
- Ukraińcy – 0,03%
- Węgrzy – 0,21%

Ze względu na wyznawaną religię struktura mieszkańców kształtowała się w 2001 roku następująco:
- Katolicy rzymscy – 26,56%
- Grekokatolicy – 0,15%
- Ewangelicy – 52,91%
- Prawosławni – 0,03%
- Husyci – 0,03%
- Ateiści – 15,6%
- Nie podano – 2,52%